# Grigori Gukovski
Grigori Aleksandrovici Gukovski (în rusă Григорий Александрович Гуковский) (n. 19 aprilie/2 mai 1902, Odessa, Imperiul Rus – d. 2 aprilie 1950, Moscova, RSFS Rusă, URSS) a fost un scriitor și profesor de filologie rus.